# Балка Водяна (Покровський район)

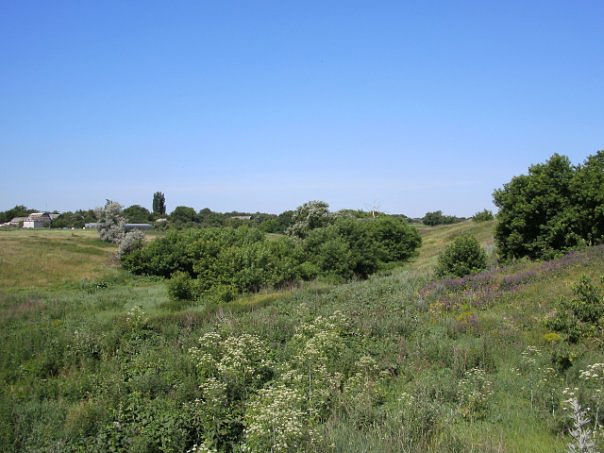
Балка Водяна

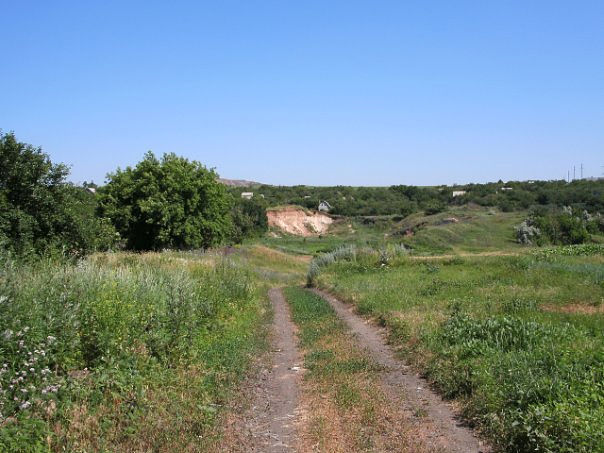
Балка Водяна

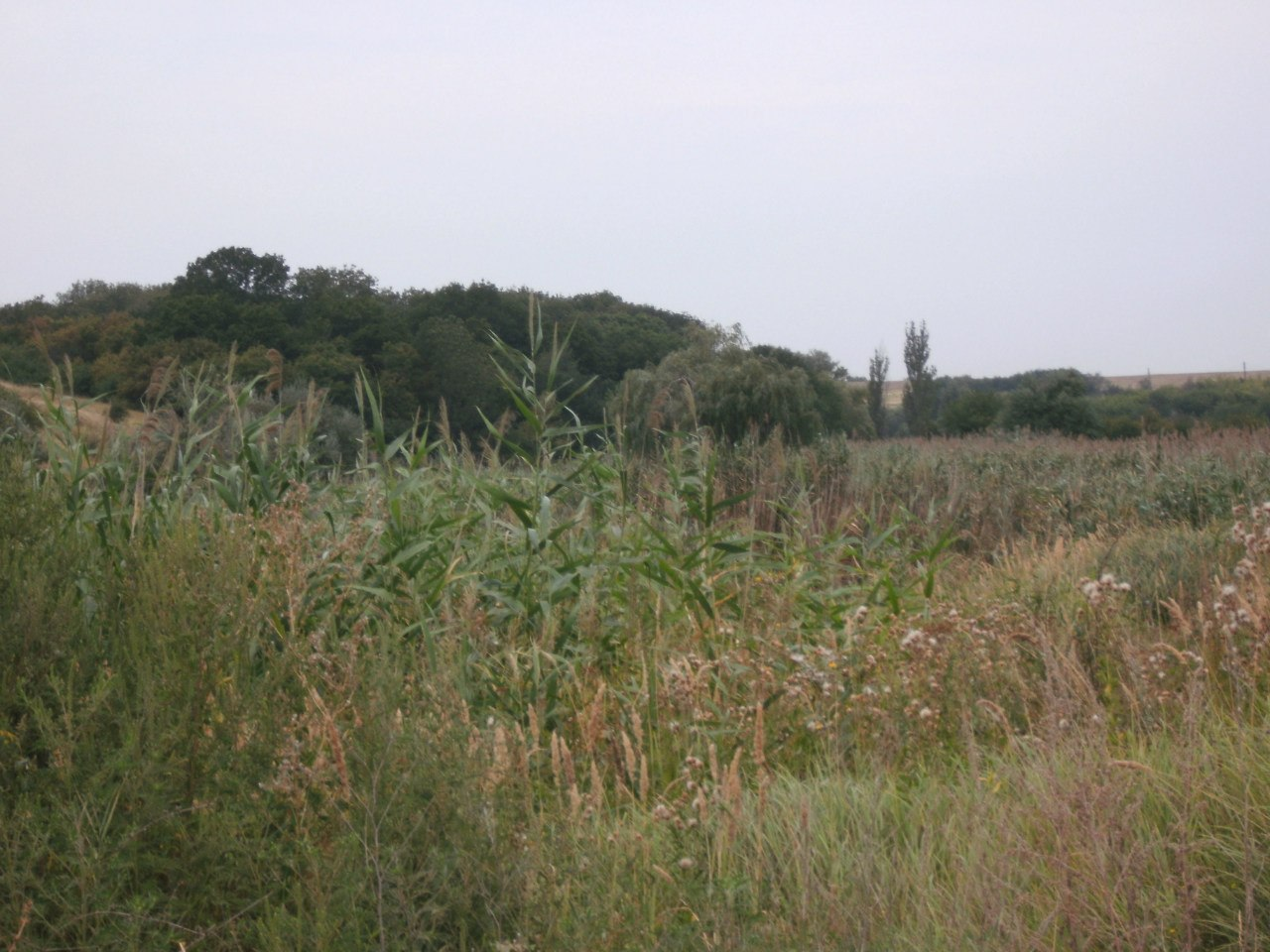
Балка Водяна

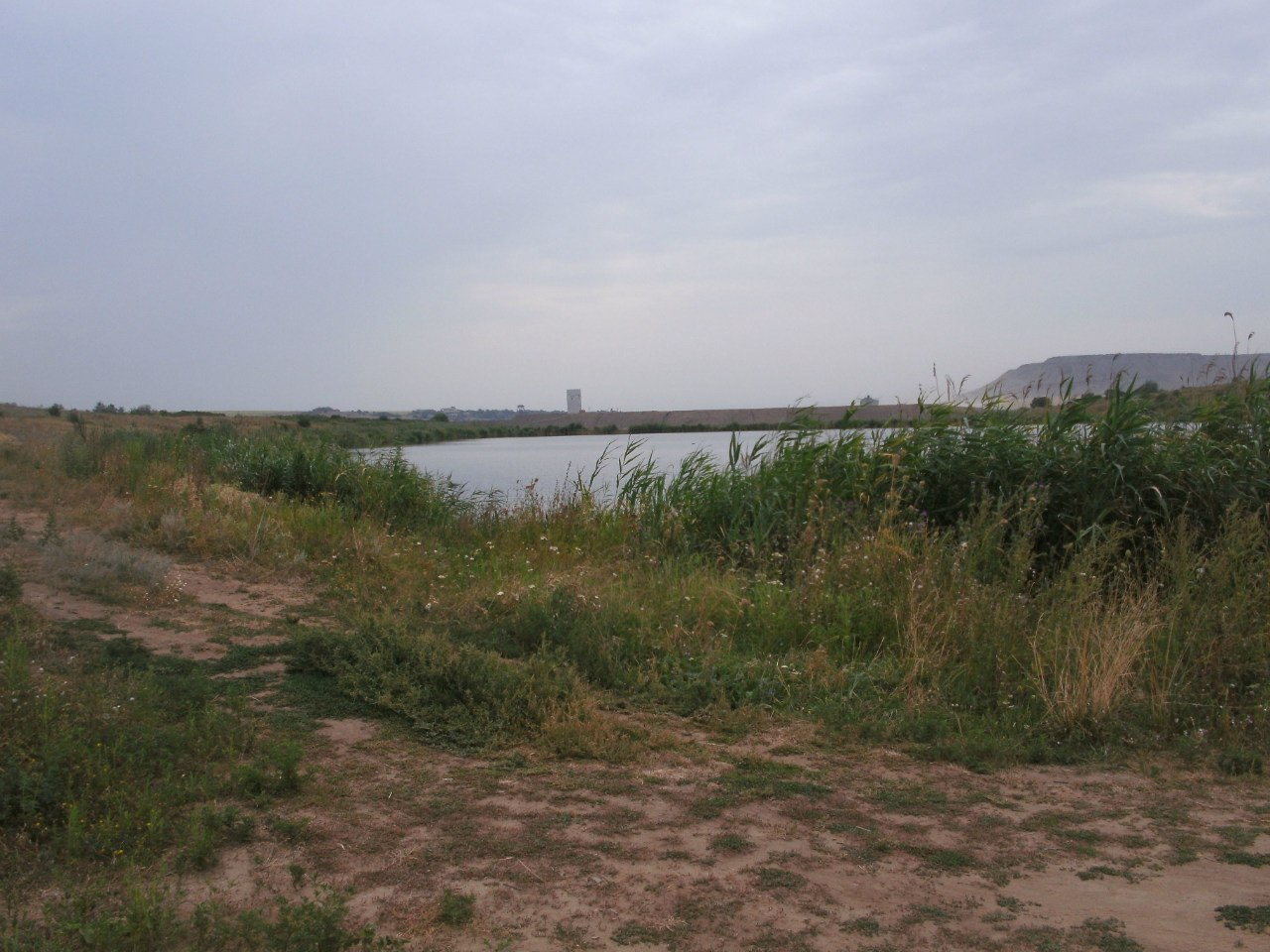
Балка Водяна, ставок «Маркове»

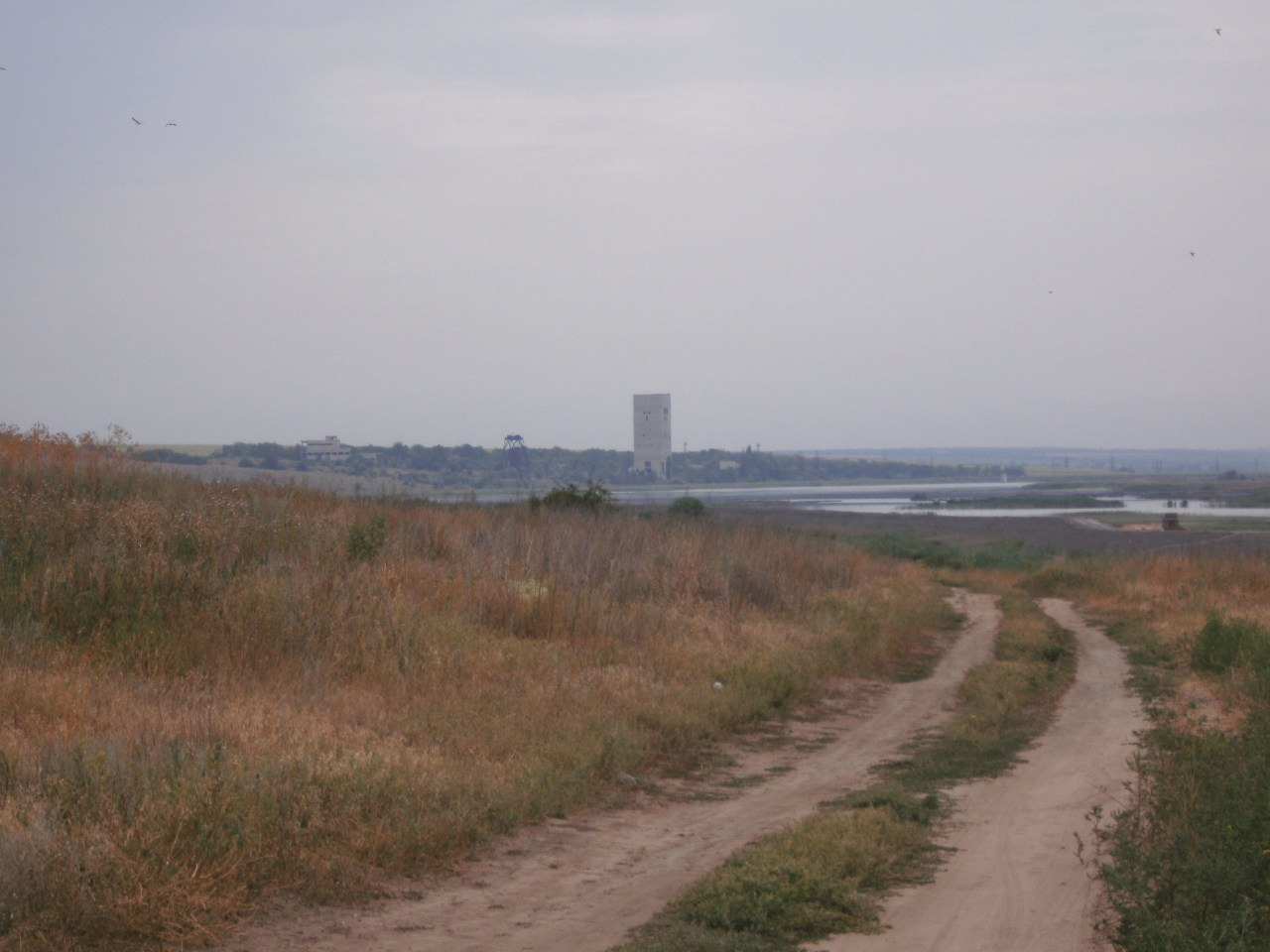
Балка Водяна, вид на став-освітлювач шахти «Капітальна»

Балка Водяна — балка системи річки Казенний Торець загальною протяжністю 8,5 км. Витоки струмку балки Водяна знаходяться в районі міста Родинське Покровської міськради Донецької області, гирло — на північно-західній околиці смт Новоекономічне Покровського району. Впадає в струмок балки Грузська, ліву притоку річки Казенний Торець. Притоком струмка балки Водяна є струмок балки Осинова (Осинувата).

## Історичні назви
- яр Брудний — характеризує стан ґрунту по балці[3];
- балка Спірна — по балці проходила межа між землями селян Новоекономічного і поміщика М.Чапліна, а землі на межі часто були предметом суперечок між сусідями[4][5];
- балка Водяна — характеризує водний режим по балці, оскільки тут відомі джерела, що б'ють і виходять з порід кам'яновугільної та пермської формацій[2][6][7].

Оскільки уздовж балки на протяжності бл. 6 км (з 8,5 км) розташоване велике село Красний Лиман, місцеві мешканці називають балку «Лиманською». Крім того, на початку ХХ століття її називали «балкою Муханова», оскільки тут був розташований хутір Муханова.
В межах міста Родинське яр Брудний на початку ХХ століття продовжувався на північ на 2-2,5 км від нинішніх витоків струмку балки (в районі міського ринку) — до району в 1 км на північний схід від станції Родинська. Називали це продовження «балкою Пасіка», оскільки в 30-ті роки тут була колгоспна пасіка.
По балці Водяна розташовані очисні споруди міста Родинське, ставок «Марково» (за селом Красний Лиман, знаходиться у занедбаному стані) і пруд-освітлювач шахти «Капітальна» (майже біля гирла). Біля ставку «Маркове» знаходиться Казенний ліс. По Осиновій балці є пруд-освітлювач шахти «Родинська», по Берестовій — освітлювачі шахти «Краснолиманська».
В долині балки Водяна знаходили залізну руду і кам'яне вугілля; останнє тут розробляли в кустарний і напівкустарний спосіб. Відомі шахти, що працювали у маєтку Мирна Долина (район ставку «Маркове»), на східній околиці села Красний Лиман і в 500 м від братської могили радянських воїнів і будівлі колишньої сільради. Рештки відвалу породи останньої шахти збереглися до наших днів (2017 рік). Працювала мала шахта і біля злиття струмків балок Осинова й Берестова — це в районі ставків-освітлювачів шахти «Краснолиманська».